# الذكرى المئوية لنهاية الحرب العالمية الأولى
الذكرى المئوية لنهاية الحرب العالميّة الأولى أو الذكرى المئوية للتوقيع على هدنة كومبين الأولى هيَ مجموعة منَ الاحتفالات التي أُقيمت في عاصمة فرنسا باريس في العاشر والحادي عشر من نوفمبر 2018 كتذكار للحرب العالميّة الأولى التي انتهت عام 1918 والتي خلّفت ورائها ملايين القتلى والجرحى والمعطوبين.

## الاحتفالات

### 4 تشرين الثاني/نوفمبر 2018
لبّى الرئيس الفرنسي إيمانويل ماكرون طلبَ رئيس ألمانيا فرانك-فالتر شتاينماير في كاتدرائية ستراسبورغ المُتمثل في استضافة باريس للذكري المئويّة لنهاية الحرب العالميّة الأولى والتي ساهمت فيها دولتي فرنسا وألمانيا بشكلٍ فعال.

### 10 تشرين الثاني/نوفمبر 2018

#### الحفل في ريثوندس
شاركَ إيمانويل ماكرون إلى جانبِ المُستشارة الألمانيّة أنجيلا ميركل بعد ظهر يوم الأحد الموافق لـ 10 تشرين الثاني/نوفمبر في حفلٍ أقيمَ في العاصِمة الفرنسية باريس. خلالَ هذه المناسبة؛ استعرضَ الجيشين الفرنسي والألماني أمام الزعيمين الذين وضعَا إكليلًا من من الزهور على بعض المقابر في جانب مكان الاحتفال.

#### الحفل في بوا بيلو
بعد ظهر يوم 10 تشرين الثاني/نوفمبر؛ وصلَ الرئيس الأمريكي دونالد ترامب في الصباح إلى باريس برفقة زوجته ميلانيا التي كانَ من المُفترض أن تذهب إلى مقبرة بوا بيلو التي تبعدُ مئة كيلومتر شمال شرق باريس ولكنّ الزيارة قد أُلغيت في نهاية المطاف بسبب سوء الطقس. تسبب هذا الإلغاء في عديدِ ردود الفعل المستنكرة على الشبكات الاجتماعية بما في ذلك تعليقات من نيكولاس سومز وهو عضو وكذا حفيد ونستون تشرشل كما انتقدَها بن رودس المستشار السابق للرئيس باراك أوباما للشؤون الخارجية.

#### الاستقبال الرسمي
استضافَ متحف أورسيه في مساء العاشر من نوفمبر/تشرين الثاني حفلًا على شرفِ قبل رئيس الجمهورية الفرنسيّة إيمانويل ماكرون إلى جانبِ حوالي خمسين من رؤساء الدول والحكومات. عُقدَ العشاء في إحدى قاعات الفندق الذي يقعُ في الطابق الأول من المتحف؛ قبل التوجهِ في زيارة الرسمية إلى معرض بابلو بيكاسو «الأزرق والوردي» والذي افتُتحَ في أيلول/سبتمبر 2018.

### 11 تشرين الثاني/نوفمبر 2018

#### الحفل الرسمي
وفقًا لقصر الإليزيه؛ فإنّهُ لن يكون هناك أي احتفالٍ عسكري في 11 نوفمبر/تشرين الثاني. بحلول الساعة الحادية عشر صباحًا؛ تجمّع مائة من رؤساء الدول، رؤساء الحكومات وكبار الشخصيات قُربَ قوس النصر أين تُليت قائمة أسماء وأعمار الجنود الذين لقوا حتفهم خلالَ ممارسة مهمتهم في الأشهر الـ 12 الماضية ثمّ أشادَ رئيس الدولة الفرنسية بهم على مقربة من قبرِ الجندي المجهول. حضر الاحتفال كذلك العازِف الأمريكي يو-يو ما الذي قدّم مقطوعة موسيقية إلى جانب بعض طُلاب الثانويّة كما كان هناك المغني البنيني أنجيليك كيدجو الذي قدّم هو الآخر أغنية توغو بيوي بمثابة تحية إلى القوات الاستعمارية. ألقى بعدَ ذلك ماكرون خطابًا خطاب أمام قبر الجندي المجهول ثم بدأت فرقة أوركسترا في العزف. قُدمت وجبة الغداء للحضور من الرؤساء والملوك في قصر الإليزيه في حين تناولَ الزوجين وجبتهم في قصر فرساي.

#### الحفل في باريس
نظّمَ موظفي القوات المسلحة في 11 تشرين الثاني/نوفمبر حفلَ تأبينٍ للضباط الذين قادوا الجيش إلى النصر كما تمّ تكريمُ عائلاتهم في حين تلقى الباقي تحيّة منَ الرئيس الفرنسي شخصيًا.

#### الحفل في المقبرة الأمريكيّة في باريس
بعد ظهر يوم 11 تشرين الثاني/نوفمبر؛ ذهبَ الرئيس دونالد ترامب إلى المقبرة الأمريكيّة في باريس لتقديم خطاب إشادة بالأمريكيين الذين قُتلوا خلال الحرب العالمية الأولى.

## المشاركين

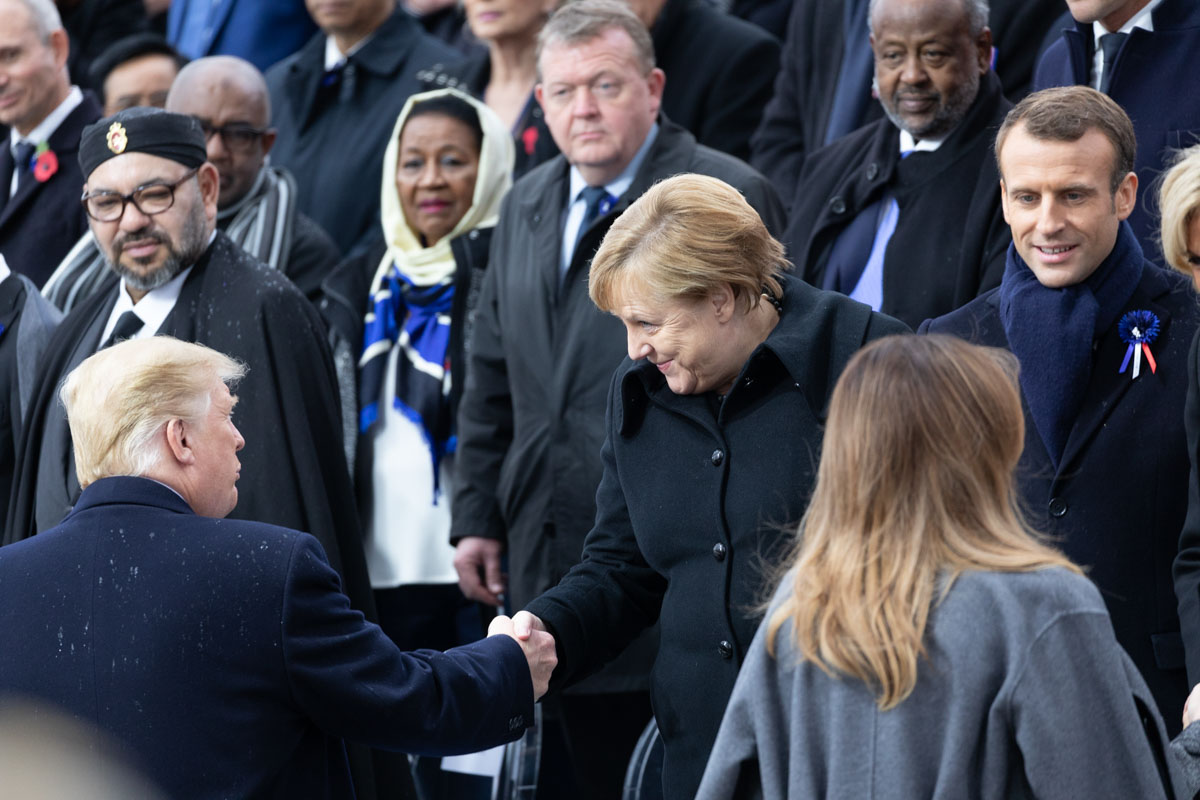
دونالد ترامب يُلقي التحيّة علَى أنجيلا ميركل إلى جانب إيمانويل ماكرون.

### رؤساء الدول والحكومات

#### أفريقيا
- سيريل رامافوسا رئيس جمهورية جنوب أفريقيا
- جوان لورنسو رئيس جمهورية أنغولا
- باتريس تالون رئيس جمهورية بنين
- روش مارك كريستيان كابوري رئيس بوركينا فاسو
- فوستان توادري رئيس جمهورية أفريقيا الوسطى
- دنيس ساسو-نغيسو رئيس جمهورية الكونغو
- الحسن واتارا رئيس جمهورية كوت ديفوار
- إسماعيل عمر جيلة رئيس جمهورية جيبوتي
- عبد الفتاح السيسي رئيس جمهورية مصر العربية
- نانا أكوفو-أدو رئيس جمهورية غانا
- ألفا كوندي رئيس جمهورية غينيا
- أوهورو كينياتا رئيس جمهورية كينيا
- جورج ياه رئيس جمهورية ليبيريا
- فايز السراج رئيس المجلس الرئاسي في حكومة الوحدة الوطنية في دولة ليبيا
- بيتر موثاريكا رئيس جمهورية ملاوي
- إبراهيم بوبكر كيتا رئيس جمهورية مالي
- محمد السادس ملك المغرب وولي عهدهِ
- برافيند جوغنوث رئيس وزراء موريشيوس
- محمد ولد عبد العزيز رئيس جمهورية موريتانيا
- فيليب نيوسي رئيس جمهورية موزمبيق
- إيسوف رئيس جمهورية النيجر
- محمد بخاري رئيس جمهورية نيجيريا الاتحادية
- يوري موسيفيني رئيس جمهورية أوغندا
- ماكي سال رئيس جمهورية السنغال
- عمر البشير رئيس جمهورية السودان
- إدريس ديبي رئيس جمهورية تشاد
- فور غناسينغبي رئيس جمهورية توغو
- الباجي قائد السبسي رئيس الجمهورية التونسية
- إدجار لونجو رئيس جمهورية زامبيا
- أحمد أويحيى رئيس وزراء الجزائر

#### الأمريكتين
- جاستن ترودو رئيس وزراء كندا
- كارلوس ألفارادو رئيس جمهورية كوستاريكا
- ميغيل دياز كانيل رئيس مجلس الدولة لجمهورية كوبا
- دونالد ترامب رئيس الولايات المتحدة الأمريكية
- جيمي موراليس رئيس جمهورية غواتيمالا
- جوفينيل مويس رئيس جمهورية هايتي
- خوان أورلاندو هيرنانديز رئيس جمهورية هندوراس
- دانييل أورتيغا رئيس جمهورية نيكاراغوا
- خوان كارلوس فاريلا رئيس جمهورية بنما

#### آسيا
- هون سين رئيس وزراء مملكة كمبوديا
- ناريندرا مودي رئيس وزراء الهند
- بنيامين نتنياهو رئيس وزراء إسرائيل
- تارو أسو نائب رئيس وزراء اليابان
- صباح الأحمد الجابر الصباح أمير دولة الكويت
- بونغ نانغ فوراشيث رئيس جمهورية لاوس الديمقراطية الشعبية
- سعد الحريري رئيس مجلس وزراء لبنان
- بيديا ديفي بنداري رئيس جمهورية نيبال الديمقراطية الاتحادية
- قابوس بن سعيد سلطان سلطنة عمان
- عمران خان رئيس وزراء باكستان
- لي هسين لونغ رئيس وزراء سنغافورة
- برايوت تشان أوتشا رئيس وزراء تايلاند
- رجب طيب أردوغان رئيس جمهورية تركيا
- نغيون بهو ترونغ رئيس جمهورية فييتنام الاشتراكية
- عبد ربه منصور هادي، رئيس الجمهورية اليمنية

#### أوروبا
- أنجيلا ميركل مستشارة ألمانيا
- سيرج سركيسيان رئيس جمهورية أرمينيا
- فيليب ملك بلجيكا
- كوليندا غرابار كيتاروفيتش رئيسة جمهورية كرواتيا
- فيليبي السادس ملك إسبانيا
- بروكوبيس بافلوبولوس رئيس الجمهورية اليونانية
- ليو فارادكار رئيس وزراء أيرلندا
- سيرجيو ماتاريلا رئيس الجمهورية الإيطالية
- داليا غرايباوسكايتي رئيس جمهورية ليتوانيا
- كزافييه بيتل رئيس وزراء لوكسمبورغ[2] و هنري دوق لوكسمبورغ
- جوزيف رئيس وزراء مالطا
- إيغور دودون رئيس جمهورية مولدوفا
- ألبرت الثاني أمير موناكو
- ميلو ديكانوفيتش رئيس الجبل الأسود
- مارسيلو ريبيلو دي سوزا رئيس الجمهورية البرتغالية
- أندريه بابيس رئيس الحكومة في جمهورية التشيك
- كلاوس إيوهانيس رئيس رومانيا
- فلاديمير بوتين رئيس روسيا
- لوكا سانتوليني وميركو توماسوني الرئيسين الحاكمين لسان مارينو
- ألكسندر فيتشيش رئيس جمهورية صربيا
- آندريه كيسكا رئيس جمهورية سلوفاكيا
- آلان بيرسيه رئيس الاتحاد السويسري
- بوروشينكو رئيس أوكرانيا

#### أوقيانوسيا
- بيتر كوسجروف الحاكم العام لأستراليا
- جاسيندا أرديرن رئيس وزراء نيوزيلندا

### قادة المؤسسات الدولية
- توربيورن ياغلاند الأمين العام لمجلس أوروبا
- أنطونيو غوتيريس الأمين العام للأمم المتحدة
- ينس ستولتنبرغ الأمين العام لحلف شمال الأطلسي
- جان كلود يونكر رئيس المفوضية الأوروبية
- كريستين لاغارد المدير العام لصندوق النقد الدولي
- ميكائيل جان الأمين العام للفرانكوفونية